# Rorýs domovní
Rorýs domovní (Apus affinis) je malý pták z řádu svišťounů (Apodiformes). Je příbuzný rorýsi indočínskému a rorýsi horusovi.

## Taxonomie
Je známo 6 poddruhů:
- Apus affinis aerobates Brooke, 1969 – Poddruh je rozšířen od Mauritánie na západě po Somálsko na východě a dále do jižní Afriky.
- Apus affinis affinis (J. E. Gray, 1830) – Poddruh je rozšířen od východního Pákistánu přes Indii, jižní Somálsko, do severního Mosambiku.
- Apus affinis bannermani Hartert, 1928 – Poddruh je rozšířen v oblasti Guinejského zálivu.
- Apus affinis galilejensis (Antinori, 1855) – rorýs domovní severní – Poddruh je rozšířen od severní Afriky přes Střední východ do Pákistánu. V Súdánu, Etiopii a severozápadním Somálsku zasahuje areál do subsaharské Afriky.
- Apus affinis singalensis Madarász, 1911 – Poddruh je rozšířen v jižní Indii a na Srí Lance.
- Apus affinis theresae R. Meinertzhagen, 1949 – Poddruh je rozšířen v jižní Africe od západní a jižní Angoly po jižní Zambii a do Jihoafrické republiky.

## Popis
Rorýs domovní je 12 cm velký, rozpětí křídel je jen 33 cm. Šat je tmavě šedavě hnědý s výraznou bílou hrdelní skvrnou a bílým kostřecem. Jeho ocas je krátký, ale dosti široký a hranatý, při roztažení je oblý.

## Rozšíření
Populace v subsaharské Africe, na Arabském poloostrově, v Pákistánu a Indii je stálá. Severní populace rorýse domovního severního je částečně tažná. Španělská populace je jediná na evropském kontinentu, čítá jen asi 30 hnízdících párů a je stálá. Prvně bylo hnízdění zaznamenáno v roce 2000.

## Hnízdění
Hnízdí ve městech, vesnicích a ve skalách.